# Juan Carlos del Águila Cárdenas
Juan Carlos del Águila Cárdenas (Iquitos, 9 de enero de 1962) es un político peruano. Fue congresista de la República durante el periodo parlamentario 2016-2019 formando parte de la bancada fujimorista y fue alcalde provincial de Maynas entre 2003 y 2006.
Nació en Iquitos, Perú, el 9 de enero de 1962. Cursó sus estudios primarios y parte de los secundarios en la ciudad de Iquitos terminándolos en la ciudad de Lima. Entre 1979 y 1980 cursó estudios superiores de administración de empresas en la Universidad Nacional de la Amazonía Peruana sin terminar la carrera.
Su primera participación política fue en las elecciones municipales de 1989 cuando fue elegido como alcalde de la provincia de Maynas por el APRA. Tentó la reelección en las elecciones municipales del 2006 y del 2014 sin éxito. En las elecciones regionales del 2010 fue candidato a vicepresidente del Gobierno Regional de Loreto por el UNIPOL detrás del candidato a presidente Robinson Rivadeneyra Reátegui. Fue elegido como congresista por Loreto en las elecciones generales del 2016 por Fuerza Popular. Su mandato terminó el 30 de septiembre del 2019 cuando el presidente Martín Vizcarra disolvió el Congreso de la República. Durante su gestión congresal participó en la formulación de 246 proyectos de Ley de los que 62 fueron promulgados como ley de la república. Asimismo, a pesar de su posición de oposición al gobierno de Martín Vizcarra en agosto del 2020 fue parte del mismo al ser nombrado como asesor del Ministerio de Relaciones Exteriores por el entonces canciller Marío López Chávarri. Debido a la repercusión pública generada por su nombramiento, este fue dejado sin efecto cuatro días después.